# Breguet 14
Breguet 14 (Breguet XIV, skrót: Bre 14) – francuski lekki bombowiec i samolot rozpoznawczy okresu I wojny światowej; jeden z najlepszych samolotów I wojny światowej, zbudowany w 1916 roku we francuskiej firmie Societe Anonyme des Atelieurs d'Aviation Louis Breguet.

## Historia i rozwój
Samolot został zaprojektowany przez Louisa Breguet w jego zakładach Breguet, nosząc początkowo oznaczenie Breguet AV. Stanowił on powrót Bregueta do preferowanego przez niego układu ze śmigłem ciągnącym (po zbudowaniu samolotu ze śmigłem pchającym Breguet BUM). Pierwszy prototyp nowego samolotu w wersji rozpoznawczej Breguet 14A2 został oblatany przez samego konstruktora 21 listopada 1916, a w wersji bombowej Breguet 14B2 15 kwietnia 1917 roku.
Konstrukcja samolotu wyróżniała się spośród współczesnych mu sporym udziałem duraluminium. Po testach samolotu, francuskie Ministerstwo Lotnictwa zamówiło 150 sztuk w wariancie rozpoznawczym, oznaczonym Breguet 14A2 i 100 sztuk w wariancie bombowym Breguet 14B2 (litera po numerze konstrukcji oznaczała przeznaczenie, a ostatnia cyfra – liczbę załogi; do 1918 nazwę samolotu zapisywano cyframi rzymskimi Breguet XIV). Wersja A2 była wyposażona w aparat fotograficzny, część miała radiostację do współpracy z artylerią. Wersja B2 miała na dolnym skrzydle wyrzutniki bombowe Michelin. Samoloty Breguet 14 budowano przede wszystkim z silnikami rzędowymi Renault 12Fcx lub Fcy, o mocy 300-310 KM, wyróżniającymi się kolektorami spalin z charakterystycznym kominkiem do góry. W miarę zwiększania produkcji samolotu i ograniczonej produkcji silników Renault, samoloty budowano także z innymi silnikami: Fiat A-12 (240-285 KM), Liberty 12 (400 KM) lub Lorraine-Dietrich (258-370 KM).

### Wersje
Pod koniec wojny wprowadzono do produkcji warianty: rozpoznawczy Bre 14bis A2 i bombowy 14bis B2 z posiadające ulepszone skrzydła z lotkami z odciążeniem rogowym. Inne warianty, budowane w mniejszej liczbie, to jednomiejscowy bombowiec dalekiego zasięgu Bre 14B1, samolot dalekiego rozpoznania Bre 14A2GR (14GR2), wersja treningowa Bre 14E2, samolot sanitarny Bre 14S oraz wodnosamolot Bre 14H. Dalszy model bombowca z powiększoną rozpiętością skrzydeł i większym udźwigiem nosił oznaczenie Breguet 16. Bazując na Breguecie 14, opracowano także dwumiejscowy myśliwiec Breguet 17, zbudowany w małej liczbie (200-300 szt). Po I wojnie światowej rozwinięto także wersję bojową 14TOE (Théatres des Operations Extérieures), montowaną w Wietnamie oraz kilka rodzajów wersji cywilnych samolotu 14T i 14Tbis, zabierające 2 pasażerów lub 2 chorych w zamkniętej kabinie w podwyższonym kadłubie.

## Użycie

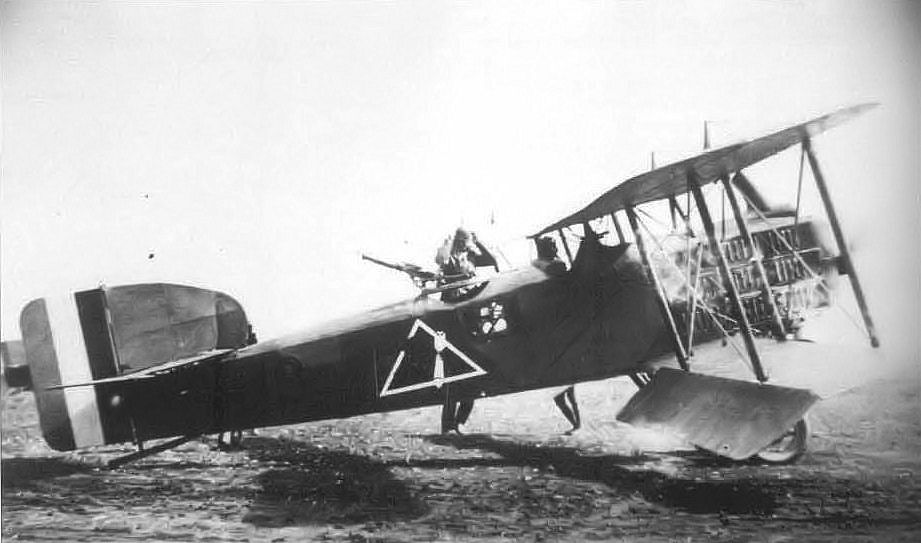
Breguet 14B2 przed startem

Samoloty Breguet 14 w wersji rozpoznawczej i bombowej weszły na uzbrojenie lotnictwa francuskiego w 1917 roku. Jesienią na froncie znajdowało się już 6 eskadr bombowych, 3 wywiadowcze (rozpoznawcze) i 3 współpracy z artylerią. Ponieważ samolot szybko pokazał bardzo dobre własności bojowe i pilotażowe, w tym wysokie osiągi i dużą odporność na uszkodzenia, francuskie lotnictwo zamówiło dalsze liczne partie Breguetów 14. Wielkość zamówień wymogła nawet konieczność podjęcia licencyjnej produkcji samolotu w kilku innych zakładach, m.in. Farman i Schmitt.
Jeszcze podczas wojny Breguet 14 został zakupiony przez Belgię (40 sztuk), Hiszpanię (60 sztuk + 40 po wojnie) i USA (ponad 600 samolotów, ok. połowa z silnikami Fiat). Do końca I wojny, wyprodukowano ok. 5500 Breguetów 14.
Samolot pozostał w produkcji i na uzbrojeniu po I wojnie światowej. Francuskie samoloty używane były w interwencji w rosyjskiej wojnie domowej oraz w walkach z powstańcami w koloniach francuskich – Maroku i Syrii (używano tam także licznych samolotów sanitarnych Bre 14S). Ostatnie szkolne samoloty wycofano w 1932. Oprócz Francji, Belgii, Hiszpanii i USA, samoloty te używane były po wojnie także przez Polskę (158), Brazylię (30), Chiny (70 wariantu Bre 14/400), Czechosłowację (10), Danię, Finlandię (38), Grecję, Syjam i Urugwaj (9). W Japonii podjęto ich produkcję licencyjną w zakładach Nakajima z silnikami Rolls-Royce Eagle VIII 360 KM.
We Francji po wojnie, oprócz nowo budowanych samolotów w wersji cywilnej, wiele wojskowych samolotów Bre 14 przebudowano na wersje pasażersko-transportowe lub pocztowe, różniące się wyglądem. Samoloty te używane były przez pierwsze powstające wówczas linie lotnicze. Towarzystwo lotnicze CGEA (Compagnie Generale d'Enterprise Aeronautique) używało 106 Bre 14T do lotów między Francją a Afryką (Casablanca, Dakar). Samoloty te latały m.in. nad Saharą. Produkcja Breguetów 14 zakończyła się w 1928 po zbudowaniu 8370 samolotów (według innych źródeł 7800 lub 8000).

### Służba w Polsce

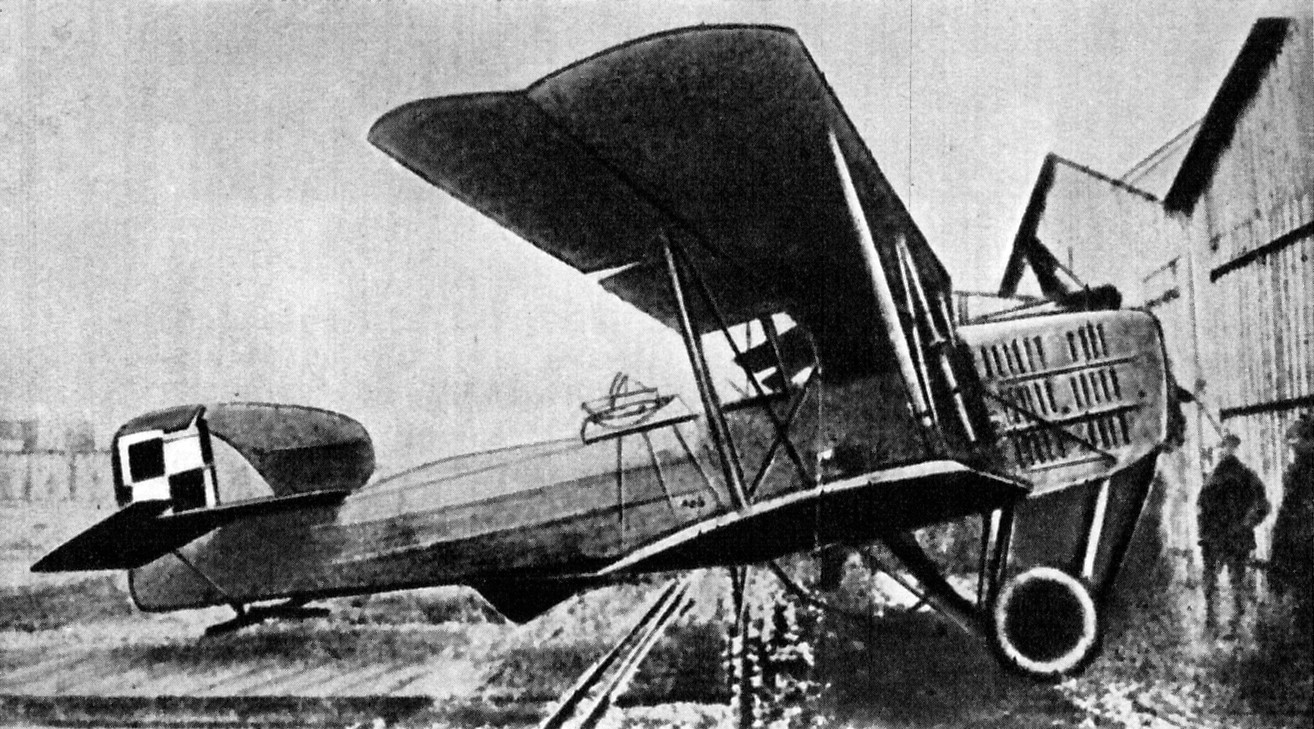
Breguet 14B2 polskiego lotnictwa

Do Polski przybyło w 1919 z Francji w składzie Armii Hallera 45 samolotów Breguet 14 (20 w wersji A2, 18 B2 i 6 E2). Tworzyły one dwie eskadry wywiadowcze (Br.39, potem 16 eskadra i Br.59, potem 17 eskadra) oraz jedną bombową (Br.66). Łącznie z zakupionymi następnie 30 samolotami Bre 14A2 i dwoma uzyskanymi wcześniej. Polska podczas wojny polsko-ukraińskiej 1919 i wojny polsko-bolszewickiej dysponowała do 77 Breguetami 14, większość z nich używana była bojowo. Po wojnie zakupiono dalsze samoloty, tak, że liczba wszystkich Breguetów 14 używanych w lotnictwie polskim sięgnęła 158, większość w wersji rozpoznawczej. Samoloty te nazywane były popularnie w Polsce „Ludwik XIV”. Samoloty używane były w eskadrach wywiadowczych: 1., 3., 4., 10., 16., 17. Od końca lat 20. używane były do szkolenia. W 1925 kilku przebudowanych Breguetów 14 użyto jako pierwsze w Polsce samoloty rolnicze do opylania lasów przeciw szkodnikom. Ostatecznie wycofano je z lotnictwa wojskowego w 1932, a trzy samoloty przebudowane na sanitarne – w 1935.

## Opis techniczny

Rzut Breguet 14 B.2

Opis dla wersji Bre 14A2 i B2 – pozostałe zbliżone:
Jednosilnikowy dwupłatowiec o konstrukcji mieszanej (drewno i duraluminium); pokryty płótnem, w przedniej części kadłuba blachami aluminiowymi. Płaty usztywniane zastrzałami i drutami. Początkowo w samolocie stosowano automatyczne klapy na dolnym płacie, później z nich zrezygnowano. Usterzenie klasyczne. Załoga: 2 osoby – pilot w przedniej kabinie i obserwator-strzelec / bombardier w tylnej kabinie. Obie kabiny posiadały przyrządy sterowania. Podwozie samolotu klasyczne, stałe o mocnej konstrukcji, z dwoma kołami i płozą ogonową.
Napęd: silnik rzędowy w układzie V chłodzony cieczą, z chłodnicą czołową, umieszczony z przodu kadłuba. Podstawowym silnikiem był Renault 12Fcx lub 12 Fcy – 12-cylindrowy w układzie V o mocy 300 lub 310 KM. Stosowano też inne silniki, głównie Fiat A12 lub Liberty 12. Śmigło dwułopatowe ciągnące. Paliwo w dwóch zbiornikach po 130 l, umieszczonych w kadłubie za silnikiem.
Uzbrojenie stanowił 1 zsynchronizowany karabin maszynowy pilota Vickers kaliber 7,7 mm zasilany amunicją z taśmy, zamocowany na lewym boku kadłuba oraz 1 lub 2 km-y Lewisa 7,7 mm strzelca zamocowane na obrotnicy, z magazynkami bębnowymi. Bomby podwieszane były w wersji bombowej B2 pod dolnym płatem, na dwóch wyrzutnikach Michelin. Ładunek bomb: do 256-300 kg. Wersja rozpoznawcza A2 przenosiła jedynie do 32 kg bomb, lecz więcej bomb można było przenosić w kabinie obserwatora.